# Morgny
Morgny – miejscowość i gmina we Francji, w regionie Normandia, w departamencie Eure.
Według danych na rok 1990 gminę zamieszkiwało 375 osób, a gęstość zaludnienia wynosiła 22 osoby/km² (wśród 1421 gmin Górnej Normandii Morgny plasuje się na 549 miejscu pod względem liczby ludności, natomiast pod względem powierzchni na miejscu 95).